# Bianka i Gernando
Bianka i Gernando, Bianca i Fernando (wł. Bianca e Gernando, Bianca e Fernando) – opera Vincenza Belliniego z librettem Domenica Gilardoniego.

## Osoby
- Bianka (Bianca), córka Karola, księcia Agrygentu – sopran
- Gernando/Fernando, syn Karola – tenor
- Filip (Filippo), uzurpator – bas
- Karol (Carlo), książę Agrygentu – bas
- Viscardo, giermek Filipa – mezzosopran
- Uggero, koniuszy Gernanda – bas
- Klemens (Clemente) – bas
- Eloisa – sopran

## Historia utworu
Biankę i Gernanda, drugą swoją operę, skomponował Bellini na zamówienie neapolitańskiego Teatru San Carlo. Utwór został bardzo dobrze przyjęty przez publiczność, docenili go też znawcy, m.in. Gaetano Donizetti, który dostrzegł talent młodszego od siebie o cztery lata autora. Dwa lata po prapremierze, po sukcesie Pirata, wystawiono w genueńskim Teatrze Carlo Felice nową wersję opery, pod bardziej dziś znanym tytułem Bianka i Fernando (wł. Bianca e Fernando). Libretto zostało poprawione przez Felice Romaniego, a Bellini dopisał uwerturę i zmienił niektóre fragmenty opery. W tej wersji utwór wystawiono także w Teatrze San Carlo, w La Scali i na scenach zagranicznych (Barcelona, Madryt). W obsadach obu wersji Bianki i Gernanda znaleźli się wybitni śpiewacy, m.in. tenor Giovanni Battista Rubini, sopran Henriette Méric-Lalande i bas Luigi Lablache.
Bellini wykorzystał liczne fragmenty Bianki i Gernanda w swoich późniejszych operach: Normie i Capuletich i Montecchich.
Po sukcesach na przełomie lat 20. i 30. XIX w. opera nie była wykonywana aż do 1976 roku, a pierwsze po długiej przerwie wykonanie sceniczne miało miejsce w roku 1978 w Genui. Nadal wystawiana jest bardzo rzadko.
Bianka i Gernando rozpoczęła wielką karierę Belliniego – powodzenie tego utworu skłoniło impresaria La Scali Domenica Barbaję do zamówienia u młodego kompozytora utworu dla tej sceny, dzięki czemu powstało pierwsze wielkie dzieło Belliniego – Pirat.

## Nagrania
| Obsada (Bianka, Fernando, Karol, Filip)                  | Dyrygent      | Orkiestra, chór                              | Wytwórnia | Rok nagrania | Uwagi                                                     |
| -------------------------------------------------------- | ------------- | -------------------------------------------- | --------- | ------------ | --------------------------------------------------------- |
| Young Ok Shin, Gregory Kunde, Aurio Tomicich, Haijing Fu | Andrea Licata | Orkiestra i Chór Teatru Belliniego w Katanii | Nuova Era | 1991         | Nagranie na żywo drugiej wersji opery (Bianka i Fernando) |